# 梅德爾峰
46°37′5.4″N 8°54′40″E / 46.618167°N 8.91111°E

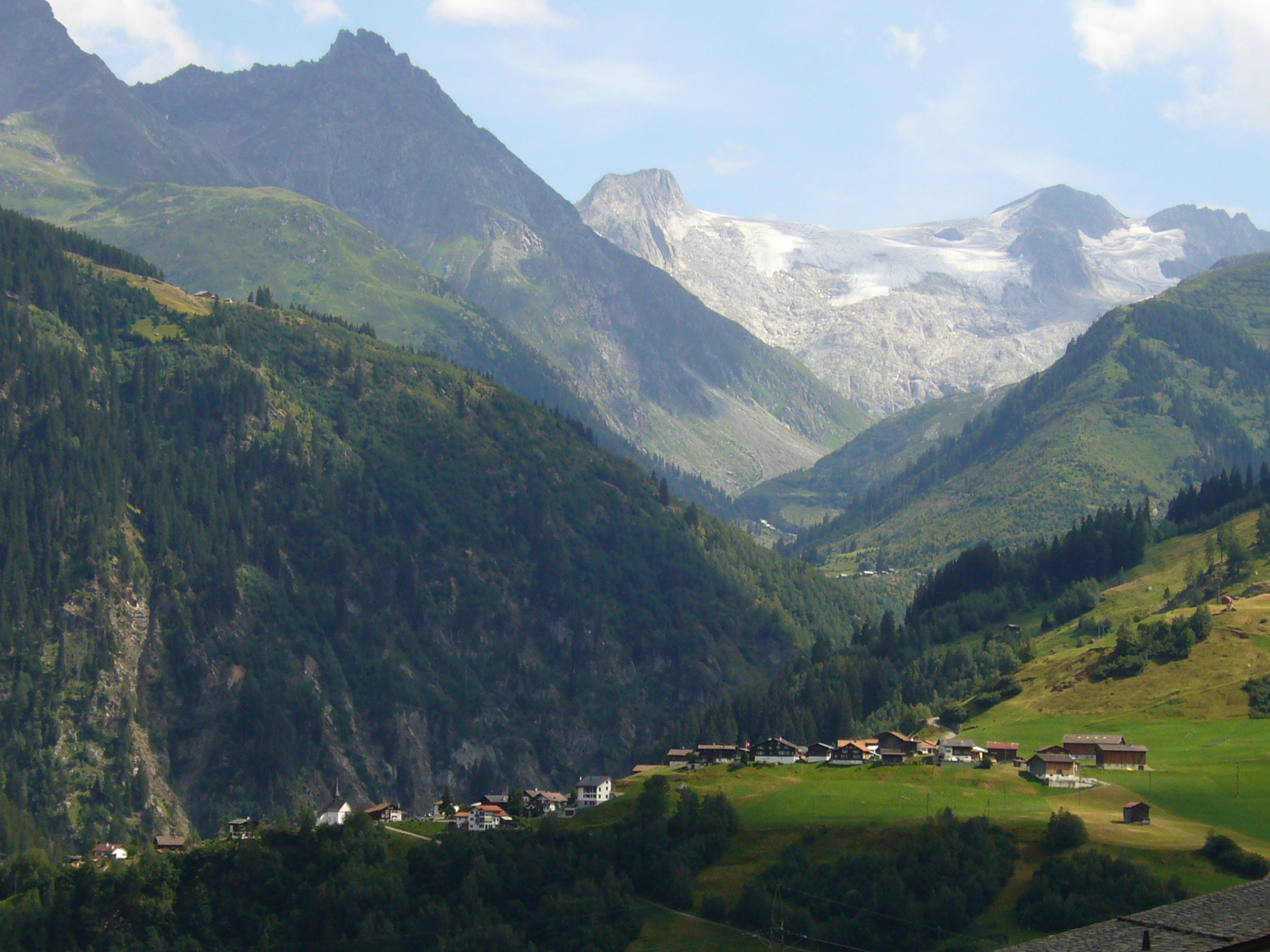

梅德爾峰（Piz Medel），是瑞士的山峰，位於該國南部，由提契諾州和格勞賓登州負責管轄，屬於勒蓬廷阿爾卑斯山脈的一部分，海拔高度3,210米，人類在1865年6月9日首次登頂。

## 外部連結
- Piz Medel on Summitpost
- Piz Medel on Hikr （页面存档备份，存于）
- Medel hut (German)